# Sofi Needs a Ladder
Sofi Needs a Ladder é o terceiro single do álbum 4x4=12 de Deadmau5, lançado em 6 de Dezembro de 2010. A música é cantada por Sofia Toufa, também conhecida por SOFI, e originalmente recebeu o nome You Need a Ladder por ser apenas uma produção instrumental. Mesmo sendo apresentada ao público em um de seus sets ao vivo com este formato, Deadmau5 adicionou à melodia uma letra com apelos competitivos a um casal dentro de algum tipo de relação afetiva.